# Richard Tolman
Richard Chace Tolman (4. března 1881 – 5. září 1948) byl americký matematický fyzik a fyzikální chemik, který byl odborníkem ve statistické mechanice. Udělal také významné příspěvky k teoretické kosmologii v letech těsně po Einsteinově objevu obecné teorie relativity. Byl profesorem fyzikální chemie a matematické fyziky na Kalifornském Technologickém Institut.

## Život

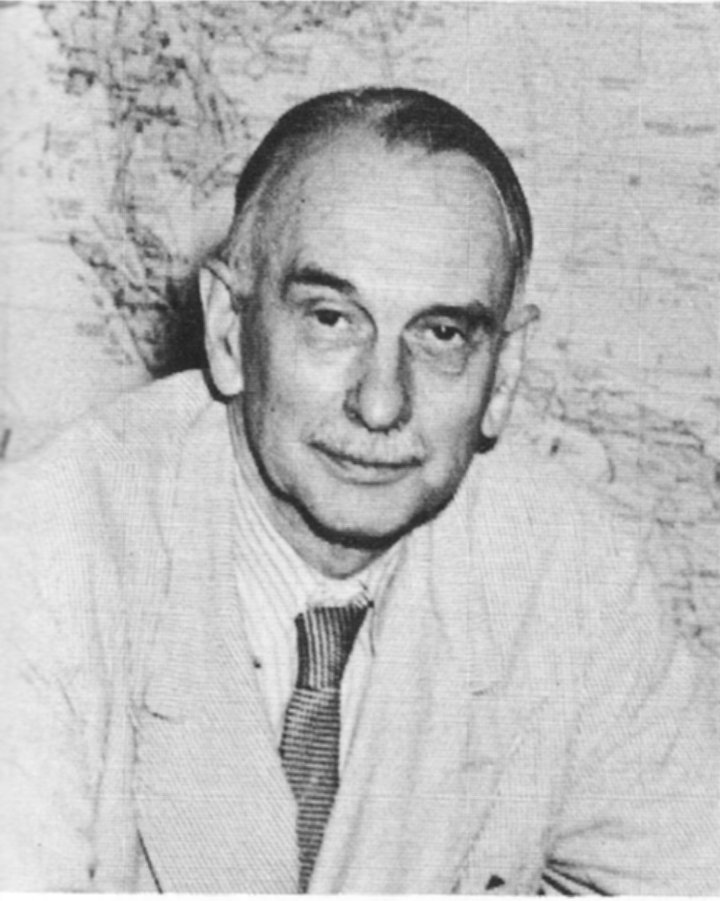
Tolman v roce 1945.

Tolman se narodil ve West Newtonu v Massachusetts a studoval chemické inženýrství na Massachusettském Technologickém Institutu, kde obdržel bakalářský titul v roce 1903 a doktorský titul v roce 1910 pod vedením Arthura Noyese.
V roce 1924 se oženil s psycholožkou Ruth Sherman Tolmanovou.
V roce 1912 představil koncept relativistické hmotnosti tím, že napsal, že "výraz m0(1 - v2/c2)−1/2 je nejlelpší pro popis hmotnost pohybujícího se tělesa."
Roku 1916 experimentálně prokázal, že se elektřina se skládá z elektronů tekoucích přes kovové vodiče. Jako vedlejší produkt tohoto experimentu byla změřena hodnota klidové hmotnosti elektronu. Byl však znám především jako teoretik.
Tolman byl členem Technické Aliance do nějž vstoupil v roce 1919. Šlo o předchůdce Technokratického hnutí. V rámci aliance pomáhal provádět energetický průzkum, analýzu možností uplatnění vědy v sociálních a pracovních záležitostech.
Členem Americké Akademie Umění a Věd byl zvolen v roce 1922. Ve stejném roce nastoupil na Kalifornský Technologický institut, kde se stal profesorem fyzikální chemie a matematické fyziky a později děkanem.
Jedním z Tolmanových raných studentů na Kalifornském technologickém institutu byl teoretický chemik Linus Pauling, kterého Tolman naučil pre-Schrödingerovskou kvantovou teorii.
V roce 1927 publikoval Tolman text o statistické mechanice, jehož pozadí byla stará kvantová teorie, Maxe Plancka, Nielse Bohra a Arnolda Sommerfelda. V roce 1938 vydal novou podrobnou práci, která se vztahuje na aplikace statistické mechaniky na klasické a kvantové systémy. Byla to standardní práce na toto téma po mnoho let a zůstává v zájmu fyziků i na počátku 21. století.
V pozdějších letech své kariéry se Tolman stále více zajímal o aplikace termodynamiky na relativistické systémy a kosmologii. Důležitou monografii vydal v roce 1934 pod názvem Relativita, Termodynamika a Kosmologie, která ukázala jak se záření černého tělesa ochladí v expandujícím vesmíru, ale zůstává tepelným, což byl klíčový ukazatel vzhledem k vlastnostem reliktního záření. Tolman v této monografii dále jako první člověk dokumentoval a vysvětlil, jak by mohl mít uzavřený vesmír nulovou energii. Vysvětlil že veškerá hmota a energie je pozitivní a veškerá gravitační energie je záporná, takže se vzájemně vyruší, což vede k vesmíru s nulovou energií. Jeho zkoumání hypotézy oscilujícího vesmíru, kterou navrhl Einstein v roce 1930, upozornilo na problémy, pokud jde o entropii modelu a vyústilo v zánik hypotézy v pozdních 60 letech.
V průběhu druhé světové sálky působil Tolman jako vědecký poradce generála Leslie Grovese v rámci projektu Manhattan. V době jeho smrti v Pasadeně, byl hlavním poradcem Bernard Barucha amerického zástupce v komisi OSN pro atomovou energii.
Každý rok uděluje jihokalifornská sekce Americké Chemické Společnosti Tolmanovu cenu "za vynikající příspěvky v chemii."

## Rodina
Tolmanův bratr byl behaviorální psycholog Edward Chace Tolman.

## Publikace
- Statistical mechanics with applications to physics and chemistry. New York: The Chemical Catalog Company. 1927.
- Relativity, Thermodynamics, and Cosmology. Oxford: Clarendon Press. 1934. LCCN 340-32023.  Reissued (1987) New York: Dover ISBN 0-486-65383-8.
- The Principles of Statistical Mechanics. Oxford: Clarendon Press. 1938.  Reissued (1979) New York: Dover ISBN 0-486-63896-0.